# Битка при Марна (1918)
Втората битка при Марна между германските и съюзническите войски е едно от сраженията на Западния фронт към края на Първата световна война. Между 15 юли и 5 август 1918 г., почти четири години след първото голямо сражение в района, германските войски отново търпят поражение, което този път пресича окончателно опитите им за решителна победа над Франция и съюзниците ѝ.
След успеха на четирите си големи офанзиви във Франция от март до юни 1918 г., главнокомандващият на германските сили, генерал Ерих Лудендорф, замисля още едно настъпление като отвличане на вниманието на френските войски далеч от фронта на Фландрия, срещу който планира последната си решителна офанзива. Със заблуждаващата си атака, той цели да превземе Реймс и да разполови френската армия. Уви, френският генерал Фердинанд Фош вече е предвидил настъплението и германците срещат неочаквана съпротива и контраатаки. Германските войски пресичат река Марна на няколко места, но успяват да напреднат само няколко километра. Френската защита е подпомагана от британски, американски и италиански формирования. На югозапад германците напредват само 10 километра под тежък обстрел. На 18 юли германската офанзива е отменена, докато на същия ден силите на Антантата предприемат контранастъпление. Те нападат и изненадват германските предни постове по река Марна. Три дни по-късно пресичат реката, докато германците се изтеглят към старите си позиции на линията Ена-Вел. Контраофанзивата е важна за преместването на баланса на силите на Западния фронт срещу все по-изтощената германска армия.